# Stammliste des Adelsgeschlechts Ponsonby

Wappen der Familie Ponsonby

Stammliste der anglo-irischen Adelsfamilie Ponsonby.

## Hauptlinie Ponsonby of Hale
1. John Ponsonby (* 1529)
  1. Simon Ponsonby, of Hale (* 1557), ⚭ Anne Englesfield
    1. Henry Ponsonby, of Hale (1580–1622), ⚭ Dorothy Sands
      1. Sir John Ponsonby, of Hale (um 1608–1678), MP, ⚭ (1) Dorothy Briscoe, ⚭ (2) Elizabeth Folliott
        1. (1) John Ponsonby, of Hale, ⚭ Anne Copley
          1. John Ponsonby, of Hale, ⚭ Isabella Patrickson
            1. John Ponsonby, of Hale († 1717), ⚭ Dorothy Wilson; → Linie erloschen
              1. Dorothy Ponsonby (* 1762), ⚭ Joseph Steel

        2. (2) Elizabeth Ponsonby, ⚭ Hon. Richard Boyle († nach 1679), Sohn des 1. Viscount Shannon
        3. (2) Sir Henry Ponsonby (1659–vor 1702), ⚭ Dorothy Shaw
        4. (2) William Ponsonby, 1. Viscount Duncannon (1659–1724), MP, ⚭ Mary Moore; → Nachkommen siehe unten: Linie Ponsonby of Bessborough

### Linie Ponsonby of Bessborough
1. William Ponsonby, 1. Viscount Duncannon (1659–1724), MP, ⚭ Mary Moore; → Vorfahren siehe oben: Hauptlinie Ponsonby of Hale
  1. Brabazon Ponsonby, 1. Earl of Bessborough (1679–1758), ⚭ (1) Sarah Margetson, ⚭ (2) Elizabeth Sankey
    1. (1) William Ponsonby, 2. Earl of Bessborough († 1793), ⚭ Lady Caroline Cavendish, Tochter des 3. Duke of Devonshire
      1. Lady Catherine Ponsonby (1742–1789), ⚭ Aubrey Beauclerk, 5. Duke of St. Albans
      2. Lady Charlotte Ponsonby (1747–1822), ⚭ William Fitzwilliam, 4. Earl Fitzwilliam
      3. Frederick Ponsonby, 3. Earl of Bessborough (1758–1844), ⚭ Lady Henrietta Frances Spencer (1761–1821), Tochter des 1. Earl Spencer
        1. John Ponsonby, 4. Earl of Bessborough (1781–1847), MP, ⚭ Lady Maria Fane (1787–1834), Tochter des 10. Earl of Westmorland
          1. Lady Georgiana Sarah Ponsonby (1807–1861), ⚭ Rev. Sackville Gardiner Bourke
          2. John Ponsonby, 5. Earl of Bessborough (1809–1880), ⚭ (1) Lady Frances Charlotte Lambton, Tochter des 1. Earl of Durham, ⚭ (2) Lady Caroline Amelia Gordon-Lennox, Tochter des 5. Duke of Richmond
          3. William Wentworth Brabazon Ponsonby (1812–1831)
          4. Lady Augusta Lavinia Priscilla Ponsonby (1814–1904), ⚭ (1) William Petty-FitzMaurice, Earl of Kerry, Sohn des 3. Marquess of Lansdowne, ⚭ (2) Hon. Charles Alexander Gore
          5. Frederick Ponsonby, 6. Earl of Bessborough (1815–1895)
          6. Lady Maria Jane Elizabeth Ponsonby (1819–1897), ⚭ Charles Ponsonby, 2. Baron de Mauley
          7. Hon. George Arthur Brabazon Ponsonby (1820–1841)
          8. Rev. Walter Ponsonby, 7. Earl of Bessborough (1821–1906), ⚭ Lady Louisa Susan Cornwallis Eliot, Tochter des 3. Earl of St. Germans
            1. Edward Ponsonby, 8. Earl of Bessborough (1851–1920), ⚭ Blanche Vere Guest
              1. Lady Olwen Verena Ponsonby (1876–1927), ⚭ Geoffrey Browne, 3. Baron Oranmore and Browne
              2. Lady Helena Blanche Irene Ponsonby (1878–1962), ⚭ John Congreve
              3. Vere Ponsonby, 9. Earl of Bessborough (1880–1956), ⚭ Roberte de Neuflize
                1. Frederick Ponsonby, 10. Earl of Bessborough (1913–1993), ⚭ Mary Munn
                  1. Lady Charlotte Mary Roberte Paul Ponsonby (* 1949), ⚭ Yanni Petsopoulos

                2. Hon. Desmond Neuflize Ponsonby (1915–1925)
                3. Lady Moyra Blanche Madeleine Ponsonby (1918–2016), ⚭ Sir Denis John Wolko Browne
                4. Hon. George St. Lawrence Neuflize Ponsonby (1931–1951)

              4. Hon. Cyril Myles Brabazon Ponsonby (1881–⚔ 1915), ⚭ Rita Narcissa Longfield
                1. Arthur Ponsonby, 11. Earl of Bessborough (1912–2002), ⚭ (1) Patricia Minnigerode, ⚭ (2) Anne Marie Baronin von Slatin
                  1. (1) Myles Ponsonby, 12. Earl of Bessborough (* 1941), ⚭ Alison Marjorie Storey
                    1. Frederick Arthur William Ponsonby, Viscount Duncannon (* 1974), ⚭ Emily Mott
                      1. Hon. Eleanor Grace Ponsonby (* 2006)
                      2. Hon. William August Longfield Ponsonby (* 2008)

                    2. Lady Chloë Patricia Ponsonby (* 1975)
                    3. Hon. Henry Ponsonby (* 1977)

                  2. (1) Lady Sarah Ponsonby (1943–2010)
                  3. (2) Hon. Matthew Douglas Longfield Ponsonby (* 1965), ⚭ Jamilie Emett Searle
                    1. Douglas Arthur William Ponsonby (* 1998)
                    2. Matilda Eirene Ponsonby (* 1999)
                    3. Edmund Matthew Albert Ponsonby (* 2002)
                    4. Benedict George Mountifort Ponsonby (* 2006)
                    5. Christophe Charles Emett Ponsonby (* 2008)

                  4. (2) Hon. Charles Arthur Longfield Ponsonby (* 1967), ⚭ Jennifer Mary Waghorn
                    1. Sophia Mary Longfield Ponsonby (* 2002)
                    2. Arthur Ponsonby (* 2004)
                    3. Theresa Emily Longfield Ponsonby (* 2005)

              5. Hon. Bertie Brabazon Ponsonby (1885–1967), ⚭ Constance Evelyn Meyer
              6. Lady Gweneth Frida Ponsonby (1888–1984), ⚭ (1) Hon. Windham Baring, ⚭ (2) Ralph Henry Voltelin Cavendish

            2. Lady Maria Ponsonby (um 1852–1949)
            3. Hon. Cyril Walter Ponsonby (1853–1927), ⚭ Emily Harriet Eyre Addington
            4. Hon. Granville Ponsonby (1854–1924), ⚭ Mabel Jackson
            5. Hon. Arthur Cornwallis Ponsonby (1856– 1918), ⚭ Kathleen Eva Sillery
              1. Cecil Brabazon Ponsonby († 1945)
              2. Iris Ponsonby, ⚭ Thomas William Mitchell
              3. Judith Cornwallis Ponsonby
              4. Guy Evelyn Ponsonby (1885–1960), ⚭ Irene Rodger Greig
                1. Evelyn Eirene Ponsonby (* 1916), ⚭ David Bliss Dekker
                2. Patricia Cornwallis Ponsonby (* 1921), ⚭ John Harry Cummins
                3. David Arthur Ponsonby (1924–2007), ⚭ Vila R. Mortenson
                  1. Rodger Bruce Ponsonby (* 1956)
                  2. Christopher Greig Ponsonby (* 1960)

                4. Judith Brabazon Ponsonby (* 1927), ⚭ Kenneth Armistead Ungermann

              5. Diamond Louise Constance Ponsonby (* um 1898), ⚭ (1) Henry E. Marks, ⚭ (2) William Heywood Haslam

            6. Hon. Walter Gerald Ponsonby (1859–1934)
            7. Lady Ethel Jemima Ponsonby († 1940), ⚭ George Somerset, 3. Baron Raglan
            8. Lady Sara Kathleen Ponsonby († 1936), ⚭ Charles Lancelot Andrews Skinner

          9. Hon. Sir Spencer Cecil Ponsonby-Fane (1824–1915), MP, ⚭ Hon. Louisa Anne Rose Lee Dillon, Tochter des 13. Viscount Dillon
            1. John Henry Ponsonby (1848–1916), ⚭ Florence Farquhar
              1. Violet Louisa Ponsonby (1876–1953), ⚭ Edward Archer Bolton Clive
              2. Richard Arthur Brabazon Ponsonby (1878–1937)

            2. George Richard Ponsonby (1850–1871)
            3. Helen Ponsonby (1851–1952)
            4. Robert Charles Ponsonby (1854–1909), ⚭ Mary Maclachlan
              1. Sir George Arthur Ponsonby (1878–1969), ⚭ (1) Julia Winifred Maitland Oldfield, ⚭ (2) Elisa Broch
                1. (1) Rosamond Mary Ponsonby (1906–1985), ⚭ Oliver Peter Haig
                2. (1) Robert Martin Dominic Ponsonby (1911–1995), ⚭ Dorothy Edith Jane Lane
                  1. Hermione Ponsonby (1945–1985), ⚭ Charles Townshend, 8. Marquess Townshend

                3. (1) Frederick William Ponsonby (1917–1950), ⚭
                4. (2) Maud Elisabeth Ponsonby (1922–2009), ⚭ William Hutton-Attenborough
                5. (2) Victoria Ponsonby (1926–1995), ⚭ Rupert Mahaffy

            5. Constance Louisa Ponsonby (1856–1930), ⚭ William Robert Phelips
            6. Margaret Maria Ponsonby (1857–1935), ⚭ Rev. Hon. Arnald de Grey, Sohn des 5. Baron Walsingham
            7. Clementina Sarah Ponsonby (1859–1934), ⚭  Sir Edmund Russborough Turton, 1. Baronet
            8. Eleanor Hariett Ponsonby (1861–1878)
            9. Sydney Alexander Ponsonby (1863–1940), ⚭ Hon. Audrey Catherine St. Aubyn, Tochter des 1. Baron St. Levan
              1. Patrick Spencer John Ponsonby (1894–1922)
              2. Eleanor Elizabeth Anne Ponsonby (1899–1977)
              3. James Michael Ponsonby (1901–1946), ⚭ Lesley Maude Hamilton Kershaw

            10. Hugh Spencer Ponsonby (1865–1934), ⚭ Anita Magdalene Feuerheerd
              1. Spencer Lawrence Ponsonby (1896–⚔ 1916)
              2. David Brabazon Ponsonby (1901–1986)
              3. Odeyne Anitha Rose Ponsonby (1907–1966), ⚭ Cyrille Alexandrovitch Wolfman

            11. Theobald Brabazon Ponsonby (1868–1929), ⚭ Bertha Edwards

          10. Lady Kathleen Louisa Georgina Ponsonby (1826–1863), ⚭ Frederick Edward Bunbury Tighe
          11. Hon. Gerald Henry Brabazon Ponsonby (1829–1908), ⚭ Lady Maria Emma Catherine Coventry, Schwester des 9. Earl of Coventry
            1. Geraldine Sarah Ponsonby († 1944), ⚭ Dermot Bourke, 7. Earl of Mayo
            2. Adela Sophia Georgiana Ponsonby († 1902)
            3. Louis George de Hale Ponsonby (1858–1887), ⚭ Elizabeth Susan Leyborne-Popham
              1. Mabel Elizabeth Ponsonby (1883–1913), ⚭ Douglas Stewart
              2. Eileen Cecilia Ponsonby (1885–1931), ⚭ Douglas Stewart
              3. Joan Ponsonby (* 1887), ⚭ Maurice Bevan

            4. Cecil Edward George Ponsonby (1860–1877)

        2. Hon. Sir Frederick Cavendish Ponsonby (1783–1837), Major-General der British Army, ⚭ Lady Emily Charlotte Bathurst († 1877), Tochter des 3. Earl Bathurst
          1. Sir Henry Frederick Ponsonby (1825–1895), MP, General der British Army
            1. Sir John Ponsonby (1866–1952), Major-General der British Army, ⚭ Mary Robley
            2. Frederick Ponsonby, 1. Baron Sysonby (1867–1935), ⚭ Victoria Lily Hegan Kennard; → Nachkommen siehe unten: Linie Ponsonby of Sysonby
            3. Arthur Ponsonby, 1. Baron Ponsonby of Shulbrede (1871–1946), ⚭ Dorothea Parry; → Nachkommen siehe unten: Linie Ponsonby of Shulbrede
            4. Alberta Victoria Ponsonby († 1945), ⚭ William Edward Montgomery († 1927), Major-General der British Army
            5. Magdalen Ponsonby († 1934)

          2. Harriet Julia Frances Ponsonby (1830–1906)
          3. Selina Barbara Wilhelmina Ponsonby († 1919), ⚭ William Windham Baring

        3. William Ponsonby, 1. Baron de Mauley (1787–1855), ⚭ Lady Barbara Ashley-Cooper, Tochter des 5. Earl of Shaftesbury; → Nachkommen siehe unten: Linie Ponsonby de Mauley
        4. Lady Caroline Ponsonby (1785–1828), ⚭ William Lamb, 2. Viscount Melbourne

    2. Hon. John Ponsonby (1713–1787), MP, ⚭ Lady Elizabeth Cavendish, Tochter des 3. Duke of Devonshire
      1. William Ponsonby, 1. Baron Ponsonby (1744–1806), ⚭ Hon. Louisa Molesworth, Tochter des 3. Viscount Molesworth; → Nachkommen siehe unten: Linie Ponsonby of Imokilly
      2. George Ponsonby (1755–1817), MP, ⚭ Lady Mary Butler, Tochter des 2. Earl of Lanesborough
        1. Elizabeth Ponsonby († 1849), ⚭ Hon. Francis Aldborough Prittie, Sohn des 1. Baron Dunalley

      3. Catharine Ponsonby († 1827), ⚭ Richard Boyle, 2. Earl of Shannon
      4. Mary Charlotte Ponsonby († 1781), ⚭ Denis Bowes Daly, MP
      5. Frances Ponsonby (1757–1827), ⚭ Cornelius O’Callaghan, 1. Baron Lismore

    3. Hon. Richard Ponsonby (1722–nach 1747), MP
    4. Lady Sarah Ponsonby (1711–1736), ⚭ Edward Moore, 5. Earl of Drogheda
    5. Lady Anne Ponsonby, ⚭ Benjamin Burton († 1763), MP
    6. Lady Elizabeth Ponsonby, ⚭ Sir William Fownes, 2. Baronet, MP
    7. Lady Letitia Ponsonby (um 1720–1754), ⚭ Harvey Morres, 1. Viscount Mountmorres

  2. Hon. Sir Henry Ponsonby (nach 1680–⚔ 1745), Major-General der British Army, ⚭ Lady Frances Brabazon, Tochter des 5. Earl of Meath
    1. Chambré Brabazon Ponsonby († 1762), MP, ⚭ Louisa Lyons
      1. Sarah Ponsonby (1755–1831)

    2. Juliana Ponsonby, ⚭ William Southwell

  3. Hon. Elizabeth Ponsonby, ⚭ Richard Moore, MP
  4. Hon. Anne Ponsonby, ⚭ Nicholas Loftus, 1. Viscount Loftus
  5. Hon. Mary Ponsonby, ⚭ William Wall
  6. Hon. Letitia Ponsonby, ⚭ James May († 1729)
  7. Hon. Dorothy Ponsonby, ⚭ William Hore († 1745), MP
  8. Hon. Bridget Ponsonby, ⚭ Arthur Weldon
  9. Hon. Folliot Ponsonby († 1746)

#### Linie Ponsonby of Sysonby
1. Frederick Ponsonby, 1. Baron Sysonby (1867–1935), ⚭ Victoria Lily Hegan Kennard; → Vorfahren siehe oben: Linie Ponsonby of Bessborough
  1. Victor Alexander Henry Desmond Ponsonby (1900–1900)
  2. Hon. Loelia Mary Ponsonby (1902–1993), ⚭ (1) Hugh Grosvenor, 2. Duke of Westminster, ⚭ (1) Sir Martin Lindsay, 1. Baronet
  3. Edward Ponsonby, 2. Baron Sysonby (1903–1956), ⚭ Sallie Whitney Sanford
    1. Hon. Carolyn Mary Ponsonby (1938–2023)
    2. John Ponsonby, 3. Baron Sysonby (1945–2009); → Linie erloschen

#### Linie Ponsonby of Shulbrede
1. Arthur Ponsonby, 1. Baron Ponsonby of Shulbrede (1871–1946), ⚭ Dorothea Parry; → Vorfahren siehe oben: Linie Ponsonby of Bessborough
  1. Hon. Elizabeth Ponsonby (1900–1940), ⚭ John Denis Cavendish Pelly
  2. Matthew Ponsonby, 2. Baron Ponsonby of Shulbrede (1904–1976), ⚭ Hon. Elizabeth Mary Bigham, Tochter des 2. Viscount Mersey
    1. Thomas Ponsonby, 3. Baron Ponsonby of Shulbrede (1930–1990), ⚭ (1) Ursula Mary Fox-Pitt, ⚭ (2) Maureen Estelle Windsor
      1. (1) Frederick Ponsonby, 4. Baron Ponsonby of Shulbrede (* 1958)
      2. Hon. Julia Mary Ponsonby (* 1960)
      3. Hon. Charlotte Ponsonby (1961–1980)
      4. Hon. Rachel Elizabeth Emma Ponsonby (* 1964)

    2. Hon. William Nicholas Ponsonby (1933–1942)
    3. Hon. Laura Mary Ponsonby (1935–2016)
    4. Hon. Rose Magdalen Ponsonby (* 1940), ⚭ Brian David Owen-Smith
    5. Hon. Catherine Virginia Ponsonby (* 1944), ⚭ Ian Macdonald Affleck Russell

#### Linie Ponsonby de Mauley
1. William Ponsonby, 1. Baron de Mauley (1787–1855), ⚭ Lady Barbara Ashley-Cooper, Tochter des 5. Earl of Shaftesbury; → Vorfahren siehe oben: Linie Ponsonby of Bessborough
  1. Charles Ponsonby, 2. Baron de Mauley (1815–1896), MP, ⚭ Lady Maria Jane Elizabeth Ponsonby, Tochter des 4. Earl of Bessborough
    1. William Ponsonby, 3. Baron de Mauley (1843–1918)
    2. Maurice Ponsonby, 4. Baron de Mauley (1846–1945), ⚭ Hon. Madeline Emily Augusta Hanbury-Tracy, Tochter des 2. Baron Sudeley
      1. Gerald Maurice Ponsonby (1876–⚔ 1914)
      2. Hubert Ponsonby, 5. Baron de Mauley (1878–1962), ⚭ Elgiva Margaret Dundas
        1. Gerald Ponsonby, 6. Baron de Mauley (1921–2002), ⚭ Helen Alice Douglas
        2. Hon. June Mary Ponsonby (1924–2010), ⚭ Robert Grimston, 2. Baron Grimston of Westbury
        3. Hon. Elizabeth Winifred Ponsonby (* 1928), ⚭ Christopher Boot Holman
        4. Hon. Thomas Maurice Ponsonby (1930,–2001), ⚭ Maxine Henrietta Thellusson
          1. Rupert Ponsonby, 7. Baron de Mauley (* 1957), ⚭ Hon. Lucinda Katherine Fanshawe Royle, Tochter des Baron Fanshawe of Richmond
          2. Hon. Ashley George Ponsonby (* 1959), ⚭ Camilla Douglas Pilkington

    3. Hon. Frederick John William Ponsonby (1847–1933), ⚭ Margaret Fanny Howard
      1. Mary Fanny Louisa Ponsonby (1879–1955)
      2. Evelyn Margaret Ponsonby (1887–1969)

    4. Hon. Edwin Charles William Ponsonby (1851–1939), ⚭ (1) Emily Dora Coope, ⚭ (2) Hilda Marion Abel Smith
      1. (1) Sir Charles Edward Ponsonby, 1. Baronet (1879–1976), ⚭ Hon. Winifred Marian Gibbs, Tochter des 1. Baron Hunsdon of Hunsdon; → Nachkommen siehe unten: Linie Ponsonby of Wootton
      2. (1) Rev. Canon Maurice George Jesser Ponsonby (1880–1943), ⚭ Lady Phyllis Sydney Buxton, Tochter des 1. Earl Buxton
        1. Constance Mary Louis Ponsonby (1919–1932)
        2. John Ashley Ponsonby (1920–⚔ 1942)
        3. Elizabeth Ponsonby (1922–2017), ⚭ John Lionel Clay
        4. Barbara Doreen Ponsonby (1924–1959)
        5. Mary Veronica Ponsonby (* 1927), ⚭ William Peter Ward Barnes

      3. (1) Ashley William Neville Ponsonby (1882–⚔ 1915)
      4. (1) Victor Coope Ponsonby (1887–1966), ⚭ Gladys Edith Walter
        1. Myles Walter Ponsonby (1924–1999), ⚭ Ann Veronica Theresa Maynard
          1. Belinda Mary Ponsonby (* 1951), ⚭ Edward John Mitchell
          2. John Maurice Maynard Ponsonby (* 1955), Air Vice Marshal der Royal Air Force, ⚭ Marie Jose Antoinette Van Huizen-Husselson
            1. Charlotte Emma Ponsonby (* 1982)
            2. Luke Myles William Ponsonby (* 1986), ⚭ Rosanna Thea Bullivant
              1. Myles George John Ponsonby (* 2020)

            3. Francesca Sarah Ponsonby (* 1986)

          3. Emma Christina Ponsonby (* 1959), ⚭ Bryn St. Pierre Parry

        2. Sheila Mary Ponsonby (1927–2006), ⚭ (1) Michael Edward St. Quintin Wall, ⚭ (2) Giles Aubrey Cartwright

      5. (1) Diana Helen Ponsonby (1891–1962), ⚭ Henry Thomas Birch Reynardson

    5. Hon. Helen Geraldine Ponsonby († 1949), ⚭ Sholto Douglas, 19. Earl of Morton
    6. Hon. Emily Priscilla Maria Ponsonby († 1926), ⚭ Rev. Charles William Norman Ogilvy

  2. Hon. Frances Anne Georgina Ponsonby (1817–1910), ⚭ George Kinnaird, 9. Lord Kinnaird
  3. Hon. Ashley George John Ponsonby (1831–1898), MP, ⚭ Louisa Frances Charlotte Gordon
    1. Florence Ponsonby (1858–1858)
    2. Claude Ashley Charles Ponsonby (1859–1935), ⚭ Haller Horwitz
      1. Harold Ashley Curzon Ponsonby (1891–1950), ⚭ Ruth Margaret Miller
        1. Sarah Haller Ponsonby (* 1944), ⚭ Philip James Hilton
        2. Jane Caroline Ponsonby (* 1946), ⚭ Stephen Thornton Parr
        3. John Ashley Charles Ponsonby (* 1948)

      2. Eric Ponsonby (1893–1894)
      3. Moyra Blanche May Diana Ponsonby (* 1901), ⚭ (1) Hans Henning, ⚭ (2) Maurice Heriot Nicolls

    3. Eustace Ashley William Ponsonby (1863–1924)

##### Linie Ponsonby of Wootton
1. Sir Charles Edward Ponsonby, 1. Baronet (1879–1976), ⚭ Hon. Winifred Marian Gibbs, Tochter des 1. Baron Hunsdon of Hunsdon; → Vorfahren siehe oben: Linie Ponsonby of Bessborough
  1. Priscilla Dora Ponsonby (1913–2000), ⚭ Sir Edmund Bacon, 13. Baronet
  2. Diana Mary Ponsonby (1916–2006), ⚭ Rev. Mark Meynell
  3. Lavinia Rosalind Ponsonby (1919–2005), ⚭ Sir Michael Aubrey Hamilton
  4. Sir Ashley Charles Gibbs Ponsonby, 2. Baronet (1921–2010), ⚭ Lady Martha Butler, Tochter des 6. Marquess of Ormonde
    1. Sir Charles Ashley Ponsonby, 3. Baronet (* 1951), ⚭ Mary Priscilla Bromley Davenport
      1. Arthur Ashley Ponsonby (* 1984), ⚭ Joanna L. Hunt
        1. Arabella Olive Ponsonby (* 2017)
        2. Felix Thomas Charles Ponsonby (* 2022)

      2. Frederick Edward Ponsonby (* 1986), ⚭ Joanna Kate Sutton
        1. Archie Jonathan Charles Ponsonby (* 2019)
        2. Penelope Sylvia Mary Ponsonby (* 2021)

      3. Alice Elizabeth Ponsonby (* 1988)

    2. Rupert Spencer Ponsonby (* 1953), ⚭ Amanda Colvin
      1. Emily Mary Ponsonby (* 1990)
      2. Eleanor Rose Ponsonby (* 1993)
      3. George Edward Michael Ponsonby (* 1996)

    3. Luke Arthur Ponsonby (* 1957), ⚭ Nicola Jane Guy
      1. Edmund Brabazon Ponsonby (* 1989)
      2. Lucy India Clare Ponsonby (* 1991)
      3. William Roland Ashley Ponsonby (* 1995)

    4. John Piers Ponsonby (* 1962), ⚭ Serena Noel Marshall
      1. James Robert Edwin Ponsonby (* 1997)
      2. Henry Alexander Ponsonby (* 1998)

  5. Juliet Barbara Anna Ponsonby (1923–2019), ⚭ James Edward Ramsden, MP

#### Linie Ponsonby of Imokilly
1. William Ponsonby, 1. Baron Ponsonby (1744–1806), ⚭ Hon. Louisa Molesworth, Tochter des 3. Viscount Molesworth; → Vorfahren siehe oben: Linie Ponsonby of Bessborough
  1. John Ponsonby, 1. Viscount Ponsonby (um 1770–1855), MP, ⚭ Lady Elizabeth Frances Villiers, Tochter des 4. Earl of Jersey
  2. Hon. Sir William Ponsonby (1772–1815), Major-General der British Army, ⚭ Hon. Georgiana Fitzroy, Tochter des 1. Baron Southampton
    1. William Ponsonby, 3. Baron Ponsonby (1816–1861)
    2. Hon. Anne-Louisa Ponsonby († 1863), ⚭ 1832 William Tighe Hamilton;
    3. Hon. Charlotte Georgiana Ponsonby († 1883), ⚭ (1) John Horace Thomas Stapleton (vor 1799–1836), ⚭ (2) 1838 Sir Charles Talbot (1801–1876), Rear-Admiral der Royal Navy
    4. Mary Elizabeth Ponsonby († 1838), ⚭ 1835 Rev. Henry George Talbot
    5. Frances Isabella Ponsonby († 1845), ⚭ Rev. Hyde Wyndham Beadon

  3. Rt. Rev. Hon. Richard Ponsonby († 1853), Bischof von Raphoe und Derry
    1. William Ponsonby, 4. Baron Ponsonby (1807–1866); → Linie erloschen
    2. Emily Augusta Grace Ponsonby (1830–1865), ⚭ Rev. Charlton Maxwell

  4. Hon. George Ponsonby (1774–1863), ⚭ (1) Miss Gladstanes, ⚭ (2) Diana Juliana Margaretta Bouverie
    1. Diana Harriet Louisa Ponsonby († 1893), ⚭ Edward Howard, 1. Baron Lanerton (1809–1880), Admiral der Royal Navy
    2. William Ponsonby (1808–1841)
    3. Robert Ponsonby (1814–1840)

  5. Hon. Frederick Ponsonby († 1849)
  6. Hon. Mary Elizabeth Ponsonby (1776–1861), ⚭ Charles Grey, 2. Earl Grey